# Lobo Núñez
Fernando Núñez Ocampo, popularmente conhecido como Lobo Núñez (Montevidéu, 16 de fevereiro de 1956) é um músico e luthier de tambores uruguaio. Nasceu no Barrio Sur de Montevidéu. Descendente de uma família de músicos, é neto de Modesto Ocampo.

## História
Desde pequeno fez parte de várias comparsas como Esclavos de Nyanza e Morenada.
Tocou e gravou junto com a banda Opa, com Rúben Rada, Jaime Roos, os irmãos Hugo e Osvaldo Fattoruso, Mariana Ingold, Eduardo Mateo, Ketama, Fito Paez, Jorge Drexler, entre outros. Em seu aniversário de 60 anos, em 16 de fevereiro de 2016 numa terça-feira, recebeu a visita de Mick Jagger, que estava fazendo uma turnê pela América do Sul e estava interessado em aprender sobre o candombe.

## Luthier
Seu começo como construtor de tambores de candombe foi em 1974, com Don Juan Piemonte, em uma oficina na esquina da rua La Cumparsita com Santiago de Chile. Em 1984 fundou sua própria oficina chamada "El Power" em sua casa na rua Carlos Gardel, número 1017.
Por sua tradição e respeito, sua oficina é considerada a mais importante do Uruguai e do mundo. Seus tambores chegaram a lugares como Argentina, Brasil, Cuba, Chile, Venezuela, Estados Unidos, México, Dinamarca, Suécia, Países Baixos, Austrália, Bélgica, Suíça, Alemanha, França, Espanha, Portugal, Japão e Coreia, entre outros.